# Tibério Emílio Mamercino (cônsul em 339 a.C.)
Tibério Emílio Mamercino (em latim: Tiberius Aemilius Mamercinus) foi um político da gente Emília da República Romana, eleito cônsul em 339 a.C. com Quinto Publílio Filão. É possível que ele seja um parente próximo de Lúcio Emílio Mamercino Privernato, cônsul em 341 e 329 a.C., talvez irmão. Se for, era filho de Lúcio Emílio Mamercino, tribuno consular em 377 a.C. e cônsul em 366 e 363 a.C..

## Primeiro consulado (339 a.C)
Foi eleito cônsul em 339 a.C. com Quinto Publílio Filão. No contexto da Segunda Guerra Latina, os dois cônsules conduziram os romanos à vitória contra os latinos na planície Fenectana. Em seguida, Tito Emílio, que estava ocupado em cercar Pedo, retornou a Roma e soube que ao seu colega foi concedida a honra de um triunfo e exigiu que a mesma honra lhe fosse concedida. Quando o Senado se negou, Tito Emílio nomeou Quinto Publílio, que era um plebeu, ditator.
Como tal, Públio Emílio propôs as célebres Leges Publiliae, que, para todos os fins práticos, igualaram plebeus e patrícios.